# Mašuk
Mašuk (rusky Машук) je hora v Rusku, vysoká 993,7 m n. m. Nachází se v Předkavkazsku nedaleko města Pjatigorsk. Název je odvozován z kabardského výrazu „maš ko“ (údolí prosa).
Mašuk je osamělá svědecká hora, která vznikla jako lakolit. Hora byla v roce 1961 vyhlášena přírodní památkou, v roce 2011 proběhly protesty občanů proti plánu na výstavbu luxusního rekreačního areálu. 
Na vrcholu se nachází televizní vysílač a socha orla zabíjejícího hada, od roku 1971 sem vede lanovka. Nabízí se odsud efektní výhled na hlavní hřeben Kavkazu. Svahy jsou porostlé habry a jasany a jsou oblíbeným cílem výletů, nachází se zde také dráha pro horská kola. Na jedné ze skalních stěn se nachází portrét Vladimira Iljiče Lenina, který vytvořil v roce 1925 N. K. Šuklin. Na jihovýchodním svahu hory se nachází jeskyně Proval s rozsáhlým podzemním jezerem. Místní voda obsahuje sirovodík a radon a je využívána k léčivým koupelím i pitným kůrám.
Na úpatí Mašuku se 27. července 1841 odehrál souboj, v němž byl Nikolajem Martynovem zastřelen Michail Jurjevič Lermontov. Na místě byl vztyčen pamětní obelisk. Odehrává se zde také jedna kapitola románu Dvanáct křesel.
Podle hory je pojmenován pjatigorský fotbalový klub Mašuk-KMV.